# Přešovice
Přešovice (starší názvy Priswicze, Presicze, Přišovice, německy Preschowitz) jsou obec v okrese Třebíč v Kraji Vysočina. Žije zde 131 obyvatel.
Sousedními obcemi sídla jsou Tavíkovice, Újezd, Litovany a Rouchovany.

## Geografie
Ze severu na jih vede přes území obce silnice z Rouchovan a Boříkovského dvora do Újezda, ze západu do zastavěného území obce vede silnice z Litovan a severně pak vede i užitková silnice k Rouchovanům. Podél jižní hranice území obce v údolí řeky Rokytné vede žlutá turistická stezka. 
Většina území obce je využívána zemědělsky, zalesněn je jen jižní okraj území obce v údolí řeky Rokytné a na severu u Janova a Ondrova rybníka a na východním okraji území jsou izolované lesy. Na jižním okraji zastavěného území obce se nachází JZD.
Asi 500 metrů západně od území obce pramení Boříkovský potok, ten pak tvoří část severní hranice obce a vlévá se do něj nepojmenovaný potok, který protéká Ondrovým a Janovým rybníkem a rybníkem s názvem Biocentrum Jan. Pak teče dále na východ, protéká Boříkovským rybníkem a asi po 2 km se u Rouchovan vlévá do Rouchovanky. Na západním okraji zastavěného území obce pramení Podvesní potok, ten pak protéká přes zastavěné území obce a pak ústí do Mlýnského potoka, Mlýnský potok pramení několik stovek metrů od východního okraje území obce v rybníce V rybníčkách, protéká údolím na východním okraji území obce a pak se na jihozápadním okraji území obce vlévá do Rokytné. Řeka Rokytná tvoří jižní část území obce v hlubokém a výrazném údolí, pokračuje pak dál východně a po asi 30 kilometrech ústí v Ivančicích do Jihlavy.
Většina území obce je téměř plochá a leží v cca 400 metrech nad mořem, na jižním okraji území obce se však nachází hluboké údolí řeky Rokytné, to dosahuje cca 350 metrů nad mořem. V údolí se nachází několik skalních útvarů. Těsně za východní hranicí se nachází vrchol Cibuluška (418 m) a těsně za jižní hranicí se nachází vrchol Javorůvka (426 m). 
Zastavěné území obce se nachází téměř uprostřed území obce, těsně za severním okrajem území obce se nachází samota Boříkovský dvůr a těsně za jihozápadním okrajem území obce se nachází u řeky Rokytné Kašparův mlýn. 
Na jihu území se nachází Přírodní park Rokytná.

## Historie
Obec však měla být dle pověstí založena v roce 1088 a pojmenována měla být podle Přecha, který obec měl založit. První písemná zmínka však pochází až z roku 1273 (villam, que vulgariter Priswize nuncupatur), kdy Otakar II. kostelu v Rouchovanech Přešovice daroval. Majitelem kostela v Rouchovanech byl zbraslavský klášter, který z důvodu přílišné vzdálenosti pronajímal obec různým rodům. V roce 1447 se připomíná Anna z Přešovic, která byla manželkou Volfa ze Žerůtek a Litovan. V druhé polovině 15. století se soudili o část Přešovic potomci Ctibora z Přešovic a potomci Anny z Přešovic. V roce 1482 pak proběhl spor o část Přešovic mezi Zdichem z Přešovic a Kateřinou Volfovou z Přešovic. Zdich zřejmě Přešovice zadlužil, protože probíhaly další spory o majetky v Přešovicích. V letech 1468–1500 byly pod Přešovicemi vybudovány chodby a během husitských válek zanikla sousední osada Boříkovice.
Někdy na počátku 16. století spory vyhrál Jindřich z Vlašimi a až v roce 1593 jeho potomek Jiří Jankovský z Vlašimi prodal část Přešovic Jiřímu Kryštofovi Teufflovi z Kundersdorfu na Polici a Tavíkovicích, tím byla část Přešovic připojena k tavíkovickému panství. Druhá část patřila již dlouho předtím spolu s Rouchovany do krumlovského panství.
Rouchovanská část patřila dlouhou dobu, stejně jako Rouchovany a další vesnice, panům z Lipé, ale po konfiskaci majetku pak od roku 1625 vlastnili Lichtenštejnové, které připojili Rouchovany i s částí Přešovic k ivančickému panství.
Menší část patřila k Tavíkovicím, kdy po sporech je získal v roce 1629 Ondřej z Ostašova, až v roce 1676 koupil od pánů z Ostašova Přešovice a tavíkovické panství Michal Václav Althan, ale ten hned roku 1685 prodal panství Janovi Maxovi Kobylkovi z Kobylího. V roce 1724 získali dědictvím panství bratři Karel a František Kotulínští z Kotulína a v roce 1738 jej zakoupil Jiří Bohumír Koch. Jeho potomci panství zadlužili a v aukci jej zakoupil v roce 1790 Bedřich z Fürstenberka. Po roce 1857 zdědil panství Frydrych Fürstenberk, ten panství zadlužil a předlužené panství v roce 1867 zakoupil Artur Schnapper, posléze jej vlastnila jeho manželka Emilie a po ní jej získal po nabytí zletilosti v roce 1898 jejich syn Robert Goldschmidt.
V roce 1794 se vesnice rozhodla zřídit školu, vyučovalo se v různých domech a v roce 1818 se začalo vyučovat v místním hostinci. Kníže Karel František Antonín z Lichtenštejna nechal v roce 1819 postavit novou školní budovu. Nová dvojtřídní budova byla postavena v roce 1883 a v roce 1913 byla postavena i budova s bytem pro učitele. Škola byla zrušena na počátku 70. let 20. století.
V roce 1866 byla postavena silnice do Rouchovan, kdy se při stavbě našlo mnoho ostatků lidských kostí a také byla postavena silnice ke Kašparovu mlýnu. Roku 1908 byla ve vsi postavena kaple sv. Petra a Pavla, roku 1913 hostinec a v roce 1921 byla založena místní knihovna. V roce 1922 vznikl hasičský sbor a roku 1929 byla postavena silnice do Litovan.
Na konci druhé světové války byla vesnice bombardována a při tom zahynuli 3 lidé. Po skončení druhé světové války bylo ve vsi založeno JZD, to pak bylo v roce 1972 sloučeno do JZD Rouchovany, roku 1964 byl postaven kulturní dům. V roce 1972 byla obec začleněna pod Rouchovany a až v roce 1990 se osamostatnila. V roce 1995 byl v obci rozveden telefon, roku 1999 byl dokončen obecní vodovod a roku 2001 byla vesnice plynofikována. V roce 2002 obec získala právo používat obecní symboly.
Do roku 1849 patřily Přešovice do moravskobudějovického panství, od roku 1850 patřily do okresu Moravský Krumlov, v letech 1942 a 1945 do okresu Moravské Budějovice, následně opět do okresu Moravské Budějovice a od roku 1960 do okresu Třebíč. Mezi lety 1850 a 1869 patřily Přešovice pod Rouchovany a mezi lety 1980 a 1990 byla obec začleněna opět pod Rouchovany, následně se obec osamostatnila.

## Obyvatelstvo
| Rok            | 1869 | 1880 | 1890 | 1900 | 1910 | 1921 | 1930 | 1950 | 1961 | 1970 | 1980 | 1991 | 2001 | 2011 | 2021 |
| -------------- | ---- | ---- | ---- | ---- | ---- | ---- | ---- | ---- | ---- | ---- | ---- | ---- | ---- | ---- | ---- |
| Počet obyvatel | 295  | 279  | 269  | 288  | 247  | 280  | 321  | 235  | 238  | 244  | 216  | 178  | 147  | 144  | 134  |
| Počet domů     | 45   | 46   | 47   | 48   | 50   | 55   | 66   | 69   | 65   | 60   | 58   | 71   | 76   | 76   | 77   |

## Obecní správa

### Obecní symboly
Znak a vlajka byly obci uděleny rozhodnutím předsedy Poslanecké sněmovny Parlamentu České republiky dne 13. listopadu 2002.

## Politika

### Volby do Poslanecké sněmovny
|       | 2006               | 2010               | 2013               | 2017               | 2021               |
| ----- | ------------------ | ------------------ | ------------------ | ------------------ | ------------------ |
| 1.    | ČSSD (31,91 %)     | KSČM (30,58 %)     | KSČM (33,72 %)     | ANO (42,85 %)      | ANO (52,85 %)      |
| 2.    | KSČM (31,91 %)     | ČSSD (30,58 %)     | ČSSD (31,39 %)     | KSČM (14,28 %)     | SPOLU (15,71 %)    |
| 3.    | ODS (28,72 %)      | ODS (18,82 %)      | ANO 2011 (15,11 %) | Piráti (10,38 %)   | KSČM (11,42 %)     |
| účast | 70,68 % (94 z 133) | 64,89 % (85 z 131) | 65,65 % (86 z 131) | 63,64 % (77 z 121) | 63,16 % (72 z 114) |

### Volby do krajského zastupitelstva
|      | 1.             | 2.                       | 3.                           | účast              |
| ---- | -------------- | ------------------------ | ---------------------------- | ------------------ |
| 2000 | KSČM (40 %)    | SV (16 %)                | 4KOALICE (16 %)              | 25,21 % (31 z 123) |
| 2004 | ODS (46,87 %)  | KSČM (34,37 %)           | KDU-ČSL (12,5 %)             | 26,82 % (33 z 123) |
| 2008 | ODS (38,09 %)  | ČSSD (27,38 %)           | KSČM (23,8 %)                | 64,62 % (84 z 130) |
| 2012 | KSČM (44,61 %) | ODS (27,69 %)            | ČSSD (13,84 %)               | 53,91 % (68 z 128) |
| 2016 | ČSSD (44 %)    | KSČM (24 %)              | KDU-ČSL (12 %)               | 20,66 % (25 z 121) |
| 2020 | ANO (46,66 %)  | KSČM (23,33 %)           | Trikolóra+Soukromníci (10 %) | 27,03 % (30 z 111) |
| 2024 | ANO (46,15 %)  | ODS+TOP 09+STO (19,23 %) | SPD+Trikolora+PRO (11,53 %)  | 24,07 % (26 z 108) |

### Prezidentské volby
V prvním kole prezidentských voleb v roce 2013 první místo obsadil Miloš Zeman (44 hlasů), druhé místo obsadil Jan Fischer (16 hlasů) a třetí místo obsadil Jiří Dienstbier (14 hlasů). Volební účast byla 59,09 %, tj. 78 ze 132 oprávněných voličů. V druhém kole prezidentských voleb v roce 2013 první místo obsadil Miloš Zeman (82 hlasů) a druhé místo obsadil Karel Schwarzenberg (12 hlasů). Volební účast byla 68,61 %, tj. 94 ze 137 oprávněných voličů.
V prvním kole prezidentských voleb v roce 2018 první místo obsadil Miloš Zeman (50 hlasů), druhé místo obsadil Jiří Drahoš (9 hlasů) a třetí místo obsadil Pavel Fischer (8 hlasů). Volební účast byla 63,33 %, tj. 76 ze 120 oprávněných voličů. V druhém kole prezidentských voleb v roce 2018 první místo obsadil Miloš Zeman (63 hlasů) a druhé místo obsadil Jiří Drahoš (16 hlasů). Volební účast byla 67,52 %, tj. 79 ze 117 oprávněných voličů.
V prvním kole prezidentských voleb v roce 2023 první místo obsadil Andrej Babiš (55 hlasů), druhé místo obsadil Petr Pavel (17 hlasů) a třetí místo obsadil Pavel Fischer (5 hlasů). Volební účast byla 78,30 %, tj. 83 ze 106 oprávněných voličů. V druhém kole prezidentských voleb v roce 2023 první místo obsadil Andrej Babiš (56 hlasů) a druhé místo obsadil Petr Pavel (28 hlasů). Volební účast byla 77,06 %, tj. 84 ze 109 oprávněných voličů.

## Pamětihodnosti
- Kostel svatého Petra a Pavla z roku 1908[9]
- Několik křížů
- Památník obětem světových válek

## Osobnosti
- František Mrština (1882–1941), soudce